# Tini szuperhősök – Az év hőse
A Tini szuperhősök – Az év hőse (eredeti cím: DC Super Hero Girls: Hero of the Year) egész estés amerikai 2D-s számítógépes animációs film, amely eredetileg DVD-n jelent meg 2016-ban. A forgatókönyvet Shea Fontana írta, az animációs filmet Cecilia Aranovich rendezte, a zenéjét Shaun Drew szerezte, a producerei Jennifer Coyle és Paula Haifley voltak. A DC Entertainment, a Warner Bros. Animation és a Mattel készítette. Amerikában 2016. augusztus 23-án adta ki DVD-n a Warner Home Video, Magyarországon pedig 2016. szeptember 21-én jelent meg DVD-n a ProVideo forgalmazásában.

## Ismertető
Elérkezett az Év Hőse ünnepség ideje, amelyen a Szuperhős Gimnázium diákjai versengenek az első díjért. Az ünnepi hangulat azonban csakhamar borongósra fordul, ugyanis Sötét Opál támadást intéz a hősök ellen, és meglopja őket. Most a diákokon van a sor, hogy bizonyítsanak. Vajon elég talpraesettek, hogy megküzdjenek a feladattal?

## Szereplők
| Szereplő          | Eredeti hang        | Magyar hang            |
| ----------------- | ------------------- | ---------------------- |
| Batgirl           | Mae Whitman         | Berkes Boglárka        |
| Dongó             | Teala Dunn          | Lamboni Anna           |
| Harley Quinn      | Tara Strong         | Kardos Eszter          |
| Méregcsók         | Tara Strong         | Köves Dóra             |
| Katana            | Stephanie Sheh      | Lipcsey Colini Borbála |
| Supergirl         | Anais Fairweather   | Eke Angéla             |
| Csodalány         | Grey Griffin        | Bogdányi Titanilla     |
| Gézengúz          | Greg Cipes          | Penke Bence            |
| Gepárd            | Ashley Eckstein     | Hábermann Lívia        |
| Hal Jordan        | Josh Keaton         | Baráth István          |
| Villám            | Josh Keaton         | Hamvas Dániel          |
| Sólyomlány        | Nika Futterman      | Andrusko Marcella      |
| Zafír Csillag     | Jessica DiCicco     | Bárány Virág           |
| Csillagtűz        | Hynden Walch        | Sipos Eszter Anna      |
| Kiborg            | Khary Payton        | Horváth Illés          |
| Gyilkos Fagy      | Danica McKellar     | Kis-Kovács Luca        |
| Miss Marsi        | Cristina Pucelli    |                        |
| Lady Shiva        | Tania Gunadi        | Tarr Judit             |
| Nagy Barda        | Misty Lee           | Csuha Bori             |
| Amanda Waller     | Yvette Nicole Brown | Náray Erika            |
| Gorilla Grodd     | John DiMaggio       | Törköly Levente        |
| Jim Gordon        | Tom Kenny           | Rosta Sándor           |
| Bolond Himzés     | Tom Kenny           | Zöld Csaba             |
| Jonathan Kent     | Dean Cain           | Bozsó Péter            |
| Martha Kent       | Helen Slater        | Tarr Judit             |
| Alura In-Ze       | April Stewart       | Köves Dóra             |
| Zor-El            | Tom Kenny           | Pál Tamás              |
| Hippolyta         | Julianne Grossman   | Pikali Gerda           |
| Steve Trevor      | Josh Keaton         | Baráth István          |
| Lois Lane         | Alexis G. Zall      | Kis-Kovács Luca        |
| Giganta           | Grey Griffin        | Sipos Eszter Anna      |
| Eclipso           | Mona Marshall       | Kiss Erika             |
| Sötét Opál        | Sean Schemmel       | Király Attila          |
| Amethyst hercegnő | Cristina Pucelli    | Andrusko Marcella      |
| Alkímia mester    | B.J. Ward           | Réti Szilvia           |
| Orákulum          | Anna Vocino         | Kiss Erika             |

## Magyar változat[1]
A szinkront az Mafilm Audio Kft. készítette. Forgalmazza a ProVideo.
- Felolvasó: Bozai József
- Magyar szöveg: Dr. Katona László
- Hangmérnök: Kiss István
- Vágó: Simkóné Varga Erzsébet
- Gyártásvezető: Gelencsér Adrienne
- Szinkronrendező: Stern Dániel
- További magyar hangok: Bartók László, Bor László, Fehérváry Márton, Hám Bertalan, Kiss László, Kőrösi András, Téglás Judit